# Синтелииды
Синтелииды (лат. Synteliidae) — семейство насекомых отряда жесткокрылых, содержащее один род Syntelia (Westwood 1864).

## Описание
Жуки средних размеров. Они имеют коленчатые усики с трёх-сегментной булавой, удлинённое тело.

## Распространение
Род Syntelia включает семь видов, распространённых в Мексике и Азии. Древнейшие представители семейства найдены в меловом бирманском янтаре.

## Экология
Жуки питаются личинками других насекомых.

## Заметки
1. ↑  Zhou, H.-Z. and X.-D. Yu. 2003. Rediscovery of the family Synteliidae (Coleoptera: Histeroidea) and two new species from China. The Coleopterists Bulletin 57(3):265—273.
2. ↑  Rixin Jiang, Shuo Wang. Syntelia sunwukong sp. nov., the oldest Synteliid beetle (Coleoptera: Histeroidea) from mid-Cretaceous Burmese amber (англ.) // Cretaceous Research. — 2021-03-01. — Vol. 119. — P. 104709. — ISSN 0195-6671. — doi:10.1016/j.cretres.2020.104709.